# Trischistoma sheri
Trischistoma sheri is een rondwormensoort uit de familie van de Tripylidae. De wetenschappelijke naam van de soort is voor het eerst geldig gepubliceerd in 1963 door Brzeski.